# ГЕС Ігіл-Емда
Гребля Ігіл-Емда (Ighil Emda) — гребля з гідроелектростанцією на півночі Алжиру. Також відома як гребля Херрата (Kherrata).
Гребля споруджена в межах проекту гідровузла у сточищі уеду Агріун (Agrioun), що тече в північному напрямку з гірської системи Тель-Атлас та впадає до Середземного моря на схід міста Беджайя. Водозбірний басейн вище від споруди дорівнює 652 км2.
Долину уеду в 1948 – 1953 роках перекрили кам’яно-накидною греблею із бетонно-бітумним облицюванням зі сторони верхнього б’єфу. Вона має висоту 75 метрів, довжину  710 метрів та ширину по гребеню 9 метрів. Зведення цієї споруди потребувало 3,2 млн м3 матеріалу. Перепуск води під час повені забезпечує водозлив із трьох тунелів, які перетинають тіло греблі та мають сукупну пропускну здатність 2500 м3/с. Також існує донний водозлив пропускною здатністю 450 м3/с.
Гребля утворила водосховище об’ємом 156 млн м3 із можливим коливанням поверхні між позначками 472,5 та 532 метра НРМ (під час повені може зростати до 535,5 метра НРМ), що забезпечило корисний об’єм у 154,8 млн. При номальному рівні площа водойми становить 6,38 км2.
Біля підніжжя греблі обладнали машинний зал із двома турбінами потужністю по 12 МВт. Станом на другу половину 2000-х фактична потужність станції оцінювалась у 14 МВт.
Відпрацьована турбінами вода прямує по уеду кілька кілометрів до водозабору розташованої нижче ГЕС Chabet El Akra. Гребля останньої не утворює суттєвого водосховища, тому Ігіл-Емда виконує функцію накопичення ресурсу для всього каскаду.
Також можливо відзначити, що в 2010-х роках організували водопостачання міста Сетіф за допомогою перекидання води зі сховища Ігіл-Емда до греблі Мауане.